# Albert Hofmann
Pour les articles homonymes, voir Hofmann.
Albert Hofmann (né le 11 janvier 1906 à Baden en Argovie et mort le 29 avril 2008 à La Bourg dans le canton de Bâle-Campagne) est un chimiste suisse. Il est notamment connu pour avoir découvert le LSD avec le professeur Arthur Stoll pour lequel il était laborantin. Hofmann a reçu le titre de docteur honoris causa de l'université de Genève.

## Biographie
Albert Hofmann grandit dans une famille de quatre enfants dont il était l'ainé. Son père travaillait comme outilleur. Dans sa jeunesse, il termina d'abord un apprentissage dans le commerce, puis entreprit en 1925 des études de chimie à l'université de Zurich et obtint son doctorat quatre ans plus tard avec les honneurs. Intéressé également par la biologie et la zoologie, il effectua des recherches sur la chitine, un des composants de l'exosquelette des crustacés et des insectes. Marié à Anita Guanella, il travailla ensuite pendant plus de quarante ans pour l'entreprise Sandoz à Bâle, jusqu'à son départ à la retraite en 1971. C'est en 1943 qu'il découvrit les effets hallucinogènes du LSD. La même année un brevet est déposé en Suisse puis aux États-Unis (1948) au nom de Arthur Stoll et Albert Hofmann. Il passa la fin de sa vie dans la commune suisse de La Bourg. À l'occasion de son centième anniversaire, un colloque fut organisé du 13 au 15 janvier 2006 à Bâle sur le thème « LSD - Enfant terrible et drogue miraculeuse ». Son épouse meurt en 2007 et il meurt à 102 ans à son domicile de La Bourg, le 29 avril 2008 .

## Travaux de recherche

### Ergot de seigle et LSD
Dans le cadre de recherches pharmaceutiques portant sur l'ergot de seigle et avec pour objectif de développer un stimulant circulatoire, Hofmann synthétise en 1938 différents dérivés amides de l'acide lysergique, parmi lesquels le diéthylamide LSD-25 (le 25e de cette série). Lors des tests, la substance provoque chez les animaux un état d'agitation mais ne présente aucune propriété exploitable ou intéressante d'un point de vue pharmaceutique, et elle n'est donc pas étudiée plus en détail. Néanmoins, en 1943, suivant « un pressentiment » Hofmann décide de produire à nouveau du LSD. À la fin de la synthèse, il ressent des changements dans son environnement et se retrouve dans un état qu'il qualifie d'« onirique. » Pris par des visions kaléidoscopiques et colorées, il décide de rentrer chez lui à vélo et de s'allonger. L'expérience dure environ deux heures. D'après ses dires, il aurait pu absorber une petite quantité de substance en se frottant les yeux.

### Prise de LSD volontaire

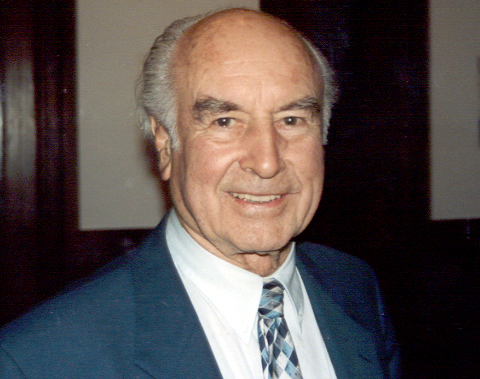
Albert Hofmann en 1993.

Afin de comprendre les causes de cette expérience insolite, Hofmann décide de tester la substance sur lui-même en utilisant ce qu'il estime être la plus petite dose nécessaire pour produire un effet. Il consigne ensuite le déroulement des événements de manière protocolaire :

« 16:20 Absorption de la substance.
17:00 Début d'étourdissement, angoisse, troubles de la vue, paralysies, rires.
Retour en vélo à la maison. Crise la plus forte vers 18-20 heures, voir compte rendu spécifique :
Ce n'est qu'avec beaucoup d'effort que je pus écrire les derniers mots. […] les modifications et les sensations étaient du même genre [que la veille], seulement bien plus prononcées. Je ne pouvais plus parler de manière intelligible qu'au prix d'efforts extrêmes, et demandais à ma laborantine, que j'avais mise au courant de l'expérience, de m'accompagner jusque chez moi. Rien que lors du trajet en vélo […] mon état prit des proportions inquiétantes. Tout ce qui entrait dans mon champ de vision oscillait et était déformé comme dans un miroir tordu. J'avais également le sentiment de ne pas avancer avec le vélo, alors que mon assistante me raconta plus tard que nous roulions en fait très vite. [Arrivé à la maison,] les étourdissements et la sensation de faiblesse étaient par moments si forts que je ne pouvais plus me tenir debout et étais contraint de m'allonger sur un canapé. Mon environnement se transforma alors de manière angoissante. […] les objets familiers prirent des formes grotesques et le plus souvent menaçantes. Ils étaient empreints d'un mouvement constant, animés, comme mus par une agitation intérieure. La voisine […] n'était plus Madame R. mais une sorcière maléfique et sournoise au visage coloré, etc, etc. »

Plus tard, vers la fin de l'effet de la molécule :

« Je commençais alors progressivement à apprécier ce jeu insolite de formes et de couleurs qui continuait derrière mes yeux fermés. Des formes fantasmagoriques et bariolées déferlaient sur moi en se transformant à la manière d'un kaléidoscope, s'ouvrant et se refermant en cercles et en spirales, jaillissant en fontaines de couleur, se réorganisant et se croisant, le tout en un flot constant. Je remarquais notamment la façon dont toutes les perceptions acoustiques, telles que le bruit d'une poignée de porte ou celui d'une voiture passant devant la maison, se transformaient en sensations optiques. Chaque son produisait une image animée de forme et de couleur correspondante. »

Le LSD fait partie des plus puissants hallucinogènes connus, par rapport à la DMT ou à la psilocine par exemple. Plus tard après l'expérience, Hofmann résumera sa découverte fortuite en déclarant : « Le LSD est venu à moi ». Son expérience a été baptisée « Jour du vélo » par les adeptes du LSD.

### Autres recherches
Hofmann a également effectué des recherches sur d'autres substances psychotropes telles que la psilocybine, extrait actif des champignons psylocibes (appelés aussi teonanacatl ou champignons hallucinogènes), les graines de l'ipomée (contenant de la LSA), l'ololiuqui, ainsi que rine la sauge des devins (contenant de la salvinorines) et l'ayahuasca. Il a aussi isolé et synthétisé les substances actives d'importantes plantes médicinales afin d'en étudier les effets.

## Prises de position
Tout au long de sa vie, Hofmann s'est prononcé en faveur d'une légalisation des substances psychédéliques comme le LSD pour la recherche scientifique. Optimiste, il a déclaré qu'un usage correct du LSD dans la culture populaire n'était qu'une question de temps.
Dans les années 1960 aux États-Unis, lorsque Timothy Leary encourage la consommation généralisée de LSD, il est violemment critiqué par Hofmann. Ce dernier déclare qu'il faut être prudent avec cette substance et qu'il ne s'agit pas d'une drogue récréative. Alors qu'à cette époque la CIA administre, à des fins de recherche, plusieurs psychotropes dont du LSD à des sujets expérimentaux non informés (ce programme, appelé Projet MK-Ultra, aurait entrainé au moins un décès), il qualifie cette façon de procéder de « criminelle ».
Plus tard, ses recherches sur la psilocybine et sa rencontre avec la chamane mexicaine Maria Sabina, le conduisent à considérer l'utilisation mystique de ces substances, ainsi, plutôt qu'hallucinogène, psychédélique ou récréative, il préfère les appeler enthéogène, ce qui signifie « qui fait remonter le divin en nous ».

« Plus l'on regarde profondément à l'intérieur de la nature vivante, plus on se rend compte à quel point elle est merveilleuse. Je crois que l'on se sent alors en sécurité. On lui appartient, on peut la voir, on peut la vivre. La conscience est tout simplement le plus grand cadeau du Créateur aux hommes ; le fait d'avoir une conscience et de pouvoir prendre conscience de notre création — et de ne pas seulement traverser aveuglément le Paradis. »

### Documentaire
- Albert Hofmann - Perceptions, Sabine Bally, 2010, 52 minutes, Production : Twosa films, Suisse